# 冷河战役
冷河战役（Battle of the Frigidus）是一场于公元394年9月5日到6日发生的战役。战役的双方分别为东部帝国皇帝狄奥多西一世统帅的军队和西部帝国僭位者尤吉尼厄斯所率领的西部帝国军。
尤吉尼厄斯和他的法兰克人指挥官大元帅阿波加斯特的战败使得整个帝国再次归于统一统治。该战役最重大的意义乃是结束了最后一次对基督教在帝国内地位的争论，基督教在晚期西罗马帝国的命运也就随着战役结果尘埃落定了。

## 先兆
对于超过两代人来说，自从君士坦丁一世宣布基督教合法到狄奥多西一世以帖撒罗尼迦敇令的形式将该教确立为国教以来, 元老院中的争执就持续不断, 很多元老都不是基督徒，而东西两位皇帝却大都公开支持基督教。因此，元老们时常写信争着要求罗马传统信仰的回归，强调要对那些自从罗马建城以来就被信奉的多神教进行保护，要给予他们财政支持。对于这一点，尽管程度不同，那些受了洗礼的皇帝坚持基督教必须放在首位。尽管帝国两大宗教之间的斗争主要表现为学术争端而非武装冲突，然而小规模的暴力事件却早已在帝国蔓延开来。

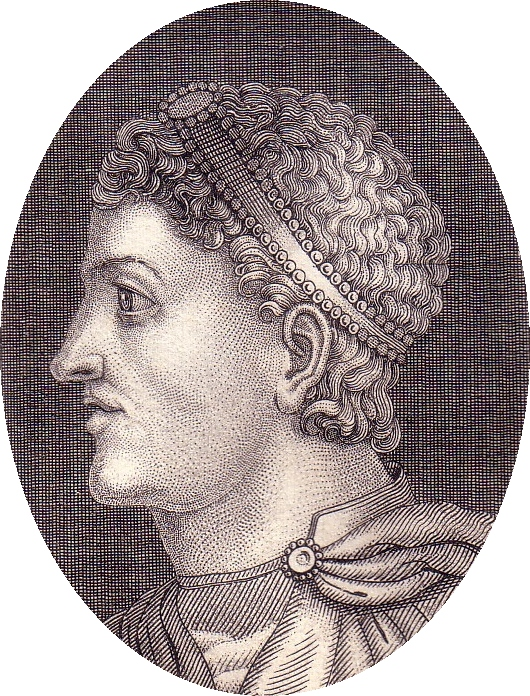
冷河战役的胜利者狄奥多西成为统一的帝国最后一任皇帝

392年5月15日，西部帝国皇帝瓦伦提尼安二世被发现死在他在高卢维也纳的寓所内。这位曾向阿里乌派显示过偏爱的皇帝，在支持基督徒的同时，延续了镇压罗马多神教信徒的政策。这使得皇帝与元老们之间的紧张形势不断加剧。
当东部皇帝狄奥多西听说了瓦伦提尼安的死讯时，大元帅、西部帝国实际的掌权者阿波加斯特派使者通知狄奥多西，宣称小皇帝是自杀身亡的。
这个夏天，东西两半帝国之间关系不断绷紧。阿波加斯特试图派信使与狄奥多西沟通，但他们只得到了东部帝国禁卫军长官鲁菲努斯的接见。从鲁菲努斯得到的回应对阿波加斯特毫无帮助。在很大程度上由于他的妻子加拉相信她的兄弟是被谋害的，因而狄奥多西怀疑起瓦伦提尼安二世的死因。
此外，对于阿波加斯特而言，尽管他的伯父李奇梅尔斯是东部帝国的一位骑兵统帅，他在东部帝国的宫廷中缺乏帮他说情的朋友。看样子狄奥多西无论如何都要以阿波加斯特为敌，这位法兰克人决定先发制人。
这一年的8月22日，阿波加斯特将西部帝国宫廷修辞学家尤吉尼厄斯拥立为帝。这位傀儡皇帝德高望重，比起阿波加斯特来更适合成为皇帝。他的背后有西部帝国禁卫军长官大尼科马科斯·弗拉维尼鲁斯（Nicomachus Flavianus the Elder）和许多信奉古典宗教的元老们的支持。然而有些元老，特别是叙马库斯对这一举动感到不安。

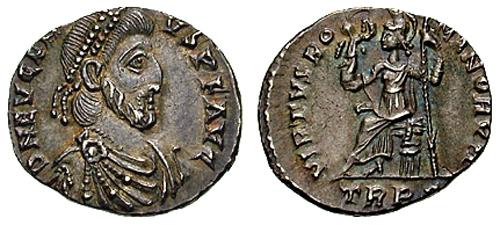
一个硬币上的尤吉尼厄斯。在此役之后，他被抓获并斩首， 头颅被展示在狄奥多西的营地。

登基之后，尤吉尼厄斯将几位异教徒元老置于西部政府的要害职位上。另外，他承认了异教复兴运动的合法地位并重修了例如胜利女神祭坛和维纳斯罗马神庙这样一些异教遗迹。这样一系列动作遭到圣安波罗修的猛烈抨击,并且他与狂热的基督徒皇帝狄奥多西之间的关系恶化。
作为一位基督徒，狄奥多西对发生在尤吉尼厄斯统治下的异教复兴感到悲伤和愤怒。再加上瓦伦提尼安的死这一问题的处理从没让他满意。最重要的是，那位修辞学家皇帝解除了狄奥多西把西部帝国交付给瓦伦提尼安时留下的所有高级官员的职务，这使得狄奥多西一世失去了对西半部的控制。
当一伙西部大使到达君士坦丁堡要求东部皇帝承认尤吉尼厄斯为共治皇帝时，尽管带来了礼物和模糊的承诺，狄奥多西不置可否。最终，在393年1月宣布他两岁的儿子霍诺里乌斯为西部皇帝后，狄奥多西已经决心统一罗马帝国。

## 战争准备
在接下来的一年半时间里，狄奥多西积极秣马厉兵。东部帝国军队主力自亚得里亚堡战役自主帅瓦伦斯皇帝以下几乎全体官兵阵亡以来，就一蹶不振。重整任务主要落在斯提里科 和提马修斯两位将军的肩上。他们通过征兵和训练成功使军队恢复了战斗力。
与此同时，狄奥多西的另一位幕僚宦官欧特罗皮厄斯，被派出去征询一位住在埃及利科波利斯（今艾斯尤特）的基督徒僧侣的意见。根据克劳迪安和沙卓门对这次会面的记载，这位老僧侣预言狄奥多西将取得一场代价巨大却具有决定性的胜利。
394年5月，东方军向西部开拔进军。这只重组的军团拥有包括两万哥特同盟军和来自叙利亚的军队。狄奥多西自己统率全军，其他指挥官是他自己的将领斯提里科和提马修斯，哥特人酋长阿拉里克, 还有一位高加索伊比利亚人伊比利亚的巴奇里斯。
军团穿越了潘诺尼亚和毫无防范的尤里安阿尔卑斯山脉，狄奥多西和他的部下一定对阿尔卑斯山天险的毫无守备感到疑惑。这是因为阿波加斯特基于对抗篡位者高卢的马格努斯·马克西姆斯的经验，认为集中军队保卫意大利是最好的选择，阿尔卑斯山的防御就被放弃了。阿波加斯特军主要由法兰克人和高卢罗马人组成，此外还有哥特辅助军。
多亏了阿波加斯特集中兵力的战略，东部军队才得以顺利通过阿尔卑斯山脉顺冷河河谷而下，矛头直指阿奎莱亚。九月初，当代的维帕瓦河附近，东方军在这个狭窄而多山的区域遭遇了驻扎在克劳斯特纳·伊利里亚阿尔卑斯要塞的严阵以待的西罗马军队。战役打响了。

## 战役经过
在作战之前，尤吉尼厄斯和阿波加斯特把一尊朱庇特的雕像奉于战场之上，并把赫拉克勒斯的肖像作为军队的保护神，他们想通过这种方式唤起士兵对过去罗马胜利的回忆。昔日的那些将士们总是把自己寄托在那些旧神身上，然而，那样的时代永远过去了。在战役的第一天，那些老神看样子显示出了更强大的力量。狄奥多西在战役的一开始就主动发起进攻，然而形势毫无改善。他命令哥特盟军首先采取行动，这可能是借刀杀人之计，来减轻他们对帝国的潜在威胁。这样轻率的进攻当然只能导致惨重的伤亡，格鲁吉亚人将军伊比利亚的巴奇里斯在这次进攻中阵亡。
这一天结束时，尤吉尼厄斯庆祝了军队的成功防御，而阿波加斯特则派出了一支分遣队阻断了狄奥多西军身后的山路。
在一个无眠之夜后，狄奥多西收到这样的消息：阿波加斯特派去埋伏在河谷的部队准备叛变到他们这一边来。这个好消息使他振奋起来。受到形势有利发展的振奋，东方军再一次发动了攻击。此时战场上下起了暴风雨，有些故事宣称风暴是狄奥多西祈祷来的。尘云被强风刮到西部军队的脸上，使他们睁不开眼睛。(这些故事甚至宣称连西部军队射出的箭也被强风刮回来了)。由于这不合时宜之风的袭击，阿波加斯特的战线崩溃了。狄奥多西取得了那位埃及僧侣所预言的胜利。
战役之后，尤吉尼厄斯被抓获并送到皇帝的面前。狄奥多西对他的哀求置若罔闻，并下令将他斩首。而阿波加斯特逃到了深山之中，但在几天的逃亡之后，他发觉难以逃过追捕，于是他自己结束了自己的生命。

## 战后
对于狄奥多西，这是一场决定性的胜利。然而对于那些元老们，这是一次灾难性的失败。西方诸省很快便向狄奥多西投降，罗马帝国再一次却是最后一次统一了。
更重要的是，对基督教化的最后一次阻挠最终失败了。西部帝国的教会命运随之尘埃落定。是役的意义可以与米尔维安大桥战役相提并论，因为这不仅仅是一次内战的胜利，更是基督教的胜利– 罗马这些信奉异教的精英再也不可能对基督教构成任何严重的威胁，到了晚古时代，他们甚至成为教宗忠实的子民了。
然而，这次战役也加速了西部军队崩溃的速度。军团这一名词在西部几乎失去了它的意义。由于训练以及装备的整体下滑和这次战役的失败严重地削弱了西方军。—要知道，西部军团抵抗蛮族入侵的任务要比东部繁重得多。罗马军人素质的下降意味着不得不雇用更多蛮族雇佣兵（也就是所谓的辅助军团），这些人被证明并不可靠，甚至性好背叛。
该战役也是一个由步兵军队转型为骑兵军队的转折点，以骑兵为主的军队组织一直延续到中世纪末。

## 注解
1. ↑  John Julius Norwich, Byzantium: The Early Centuries, 115
2. 1 2  Williams & Friell 1994，第66頁.
3. ↑  Baynes 1911，第247頁.
4. ↑  .   [2010-10-30]. （原始内容存档于2010-05-24） （英语）.
5. ↑  Kenneth Holum, Theodosian Empresses: Women and Imperial Dominion in Late Antiquity, 1982（狄奥多西皇后: 晚古时代的女人与政治,）
6. ↑  Kenneth W. Harl (2004). 罗马与蛮族. (The Teaching Company). ISBN 1-56585-903-0

## 注脚
1. ↑  由于战役所发生的河流名称在拉丁语中可以解释为寒冷，故可称之为冷河战役
2. ↑  这位西马库斯元老和斯提里科是朋友，他和斯提里科之间的来往信件流传到至今
3. ↑  该要塞扼守着东西帝国之间的交通要道，现名 Hrusica ，意即梨子山
4. ↑  这很明显是该区域常常出现的布拉风，这种风常常从河谷的东方吹来。